# Grandin (Dacota do Norte)
Grandin é uma cidade localizada no estado norte-americano de Dacota do Norte, no Condado de Cass e Condado de Traill.

## Demografia
Segundo o censo norte-americano de 2000, a sua população era de 181 habitantes.
Em 2006, foi estimada uma população de 164, um decréscimo de 17 (-9.4%).

## Geografia
De acordo com o United States Census Bureau tem uma área de
0,4 km², dos quais 0,4 km² cobertos por terra e 0,0 km² cobertos por água. Grandin localiza-se a aproximadamente 273 m acima do nível do mar.

## Localidades na vizinhança
O diagrama seguinte representa as localidades num raio de 20 km ao redor de Grandin.